# مونتسرا (نمایش‌نامه)
مونتسرا (به فرانسوی: Montserrat) نمایش‌نامه‌ای است به قلم امانوئل روبلس که در سال ۱۹۴۸ به چاپ رسید این اثر برای نخستین بار در تاریخ ۲۳ آوریل ۱۹۴۸ در Théâtre Montparnasse در پاریس اجرا شده‌است و همچنین در «تئاتر سعدی» تهران به روی صحنه رفته‌است.